# Zoobin
Die Zoobin (auf Deutsch: Pfeil) ist eine elektro-optisch geführte Gleitbombe. Sie wurde vom Iran entwickelt und verfügt über einen Feststoffraketenantrieb. Die Reichweite des Flugkörpers hängt aufgrund ihrer Konzeption von der Flughöhe und der Geschwindigkeit des Trägersystems ab.

## Entstehungsgeschichte
Bei dieser Munition handelt es sich um Irans erste Generation von luftgetriebenen Bomben, die von den Raketenherstellern des iranischen Verteidigungsministeriums entwickelt wurden. Die Zoobin ist eine raketenbetriebene Waffe, die das gleiche elektrooptische Lenkungspaket wie die Qadr-Flugbombe mit einem 750-Pfund-Sprengkopf kombiniert. Der Bombenkörper der Zoobin basiert auf der US-amerikanischen Freifallbombe M117, die noch vor der iranischen Revolution und der damit verbundenen US-Sanktionen zugekauft wurden.
Die Entwicklung iranischer Lenkbomben begann während des Iran-Irak-Krieges in den 1980er-Jahren, in der Endphase kam es zum vereinzelten Einsatz dieser Bombe. Die Einsatzerfahrungen sollen zu einer Verbesserung der Zoobin in den 1990er-Jahren geführt haben.